# Ma Lin (tenista de mesa)
Ma Lin es un exjugador profesional de tenis de mesa nacido en Shenyang, provincia de Liaoning, China. En 2012 alcanzó el 6.º lugar en la clasificación de la ITTF (Federación Internacional de Tenis de Mesa) y ganador de la medalla de oro en los Juegos Olímpicos de Pekín 2008 en las modalidades de individuales y equipos.
Ma Lin posee un registro de cinco títulos mayores (cuatro Copas del mundo y una Medalla olímpica de oro).
Ma Lin usa el estilo de juego lapicero con una goma en el revés de su raqueta, la cual permite a los jugadores lapiceros imprimirle efecto "top spin" desde el revés también.

## Equipamiento
Ma Lin utiliza una madera Yasaka Ma Lin Extra Offensive, una goma DHS Skyline 2 en el derecho y una goma Butterfly Bryce en el revés.

## Palmarés (individuales)[1]

### Juegos Olímpicos
- Medalla de oro (Pekín 2008)

### Campeonato del mundo
- Finalista (1999, 2005 y 2007)
- Semifinalista (2001)

### Copa del mundo
- Campeón (2000, 2003, 2004 y 2006)
- Tercer puesto (2005)

### Pro-Tour Grand Finals
- Campeón (2001 y 2007)
- Finalista (2004)
- Semifinalista (2000, 2006 y 2008)

### Torneo de campeones
- Finalista (2006 y 2007)

### ITTF Pro-Tour
Campeón:
- 2011: Volkswagen China Open ( China)
- 2008: Yokohama ( Japón), Doha ( Catar)
- 2007: Tolosa ( Francia), Nanjing ( China), Doha ( Catar)
- 2006: Singapur ( Singapur), Kunshan ( China), Kuwait City ( Kuwait)
- 2004: Wuxi ( China)
- 2003: Aarhus ( Dinamarca), Cantón ( China), Jeju-Si ( Corea del Sur)
- 2002: Farum ( Dinamarca), Varsovia ( Polonia), Magdeburgo ( Alemania), Fort Lauderdale ( Estados Unidos)
- 2001: Farum ( Dinamarca)
- 1999: Melbourne ( Australia)
- 1998: Kota Kinabalu ( Malasia)

### Juegos Asiáticos
- Finalista (2006)

### Copa Asiática
- Campeón (1996)

### Asian Championship ATTU
- Semifinalista (1996 y 2000)